# Мурдханья накараму

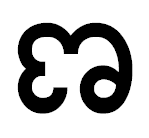
Мурдханья накараму

Мурдханья накараму (телугу మూర్ధన్య ణకారము ; Усиленная накараму) — на, 31-я буква алфавита телугу, обозначает ретрофлексный носовой согласный. Слов начинающихся на эту букву в словаре нет, но буква встречается внутри слов после букв ретрофлексного ряда. Как подписная буква пишется без изменения — ణ్ణ .